# Wegekreuz Giesenkirchen

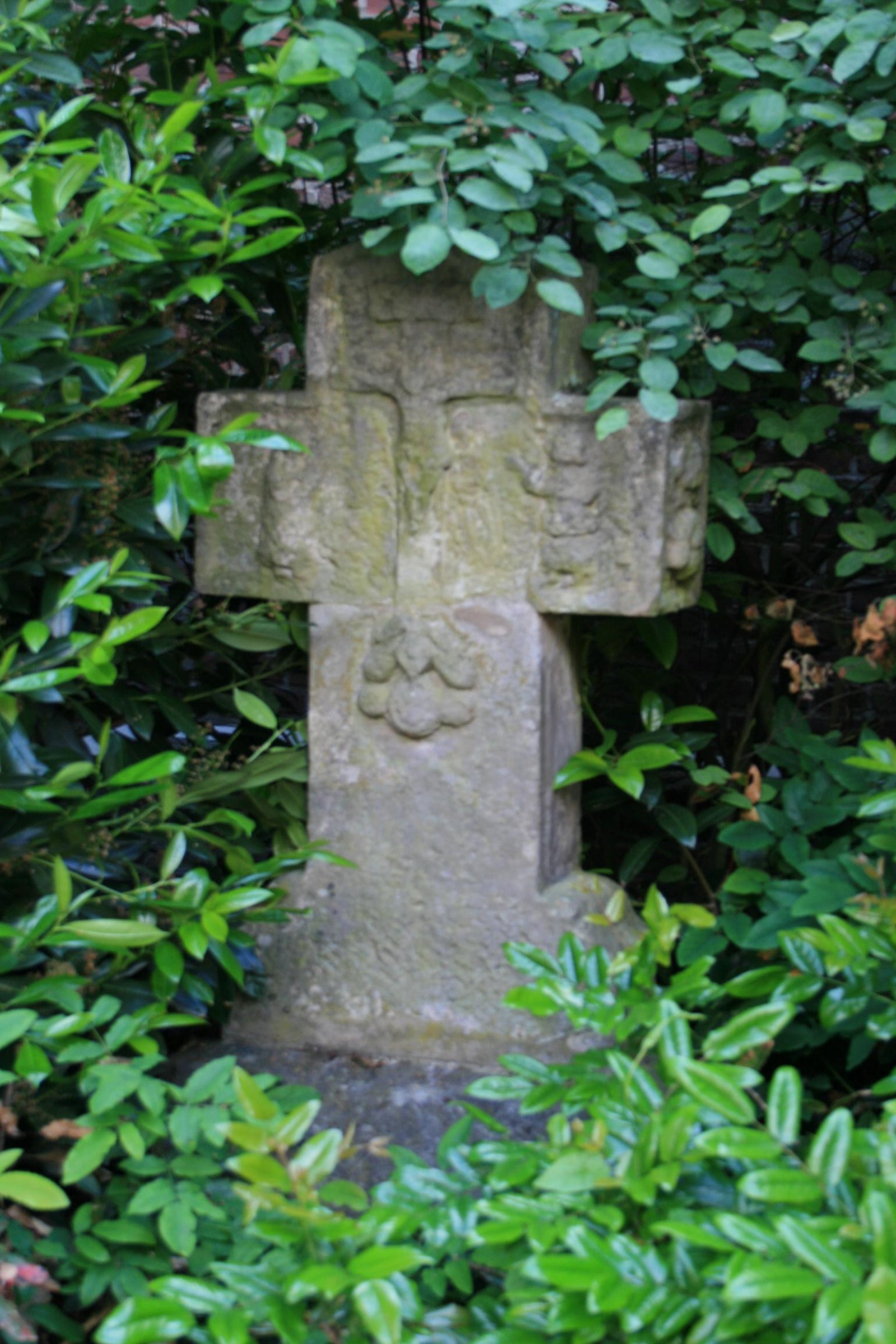
Wegekreuz (2010)

Das Wegekreuz Giesenkirchen steht im Stadtteil Giesenkirchen in Mönchengladbach (Nordrhein-Westfalen), Borrengasse.
Das Wegekreuz wurde 1703 erbaut. Es ist unter Nr. B 173 am 8. Juli 2009 in die Denkmalliste der Stadt Mönchengladbach eingetragen worden.

## Architektur
In der Borrengasse, vor der Südostwand der Pfarrkirche St. Gereon, unmittelbar am Konstantinplatz in Mönchengladbach-Giesenkirchen steht das Wegekreuz aus Liedberger Sandstein. Es steht auf einem jüngeren Sockelstein, die Basis zeigt eine einfache Karniesprofilierung, die in einen breiten Kreuzstamm mit kurzen Kreuzarmen und giebelförmigem Abschluss übergeht.
Die vertieft ausgearbeitete Ansichtfläche zeigt eine gespitzte Überarbeitung und wird von einer rahmenden Leiste gefasst. Sie trägt eine flache Reliefdarstellung, aus einer Konsole erwächst ein Kreuz mit dem Gekreuzigten, das von flankierenden Figuren auf den beiden Kreuzarmen, vermutlich der Hl. Maria und dem Hl. Johannes, begleitet wird.
Die beiden Seitenflächen des horizontalen Kreuzbalkens tragen je einen geflügelten Puttenkopf über einem festonartigen Zierelement. Auf der Rückseite findet sich die tief eingeschlagene Inschrift, die nach Unterlagen im Giesenkirchener Pfarrarchiv zu lesen ist: „Ann 1703, den 20. Januar ist Wilhelm Knabben im Herrn entschlafen. Gewesener Scheffen zur Tick 6.D.T.S.“